# Dzidra Uztupe
Dzidra Uztupe, coniugata Karamyševa (Smiltene, 2 marzo 1930 – 27 dicembre 2014), è stata una cestista e allenatrice di pallacanestro sovietica.

## Carriera
Con l'Unione Sovietica ha disputato i Campionati mondiali del 1957 e quattro edizioni dei Campionati europei (1952, 1954, 1956, 1962).